# Élections sénatoriales de 2020 dans la Drôme
Les élections sénatoriales dans la Drôme ont lieu le dimanche 27 septembre 2020. Elles ont pour but d'élire les sénateurs représentant le département au Sénat pour un mandat de six années.

## Contexte départemental
Lors des élections sénatoriales de 2014 dans la Drôme, trois sénateurs ont été élus selon un mode de scrutin proportionnel.
Depuis, tous les effectifs du collège électoral des grands électeurs ont été renouvelés, avec les élections départementales de 2015, les élections régionales de 2015, les élections législatives de 2017 et les élections municipales de 2020.

## Sénateurs sortants
| Sénateur | Sénateur            | Parti | Fonctions lors de l'élection en 2014          |
| -------- | ------------------- | ----- | --------------------------------------------- |
|          | Marie-Pierre Monier | PS    | Maire de Vinsobres                            |
|          | Bernard Buis        | LREM  | Conseiller général, maire de Lesches-en-Diois |
|          | Gilbert Bouchet     | LR    | Conseiller général, maire de Tain-l'Hermitage |

## Présentation des listes et des candidats
Les nouveaux représentants sont élus pour une législature de 6 ans au suffrage universel indirect par les 1 352 grands électeurs du département. Dans la Drôme, les sénateurs sont élus au scrutin proportionnel plurinominal. Leur nombre reste inchangé, trois sénateurs sont à élire et cinq candidats doivent être présentés sur la liste pour qu'elle soit validée. Chaque liste de candidats est obligatoirement paritaire et alterne entre les hommes et les femmes. Plusieurs listes seront déposées dans le département. Elles sont présentées ici dans l'ordre de leur dépôt à la préfecture et comportent l'intitulé figurant aux dossiers de candidature.

### Parti socialiste
| N° | Candidats | Candidats             | Parti | Principales fonctions                                               |
| -- | --------- | --------------------- | ----- | ------------------------------------------------------------------- |
| 01 |           | Marie-Pierre Monier * | PS    | Sénatrice sortante, conseillère municipale de Vinsobres             |
| 02 |           | Aurélien Ferlay       | PS    | Conseiller régional, maire de Moras-en-Valloire                     |
| 03 |           | Karine Guilleminot    | DVG   | Conseillère départementale, adjointe au maire de Mours-Saint-Eusèbe |
|    |           |                       |       |                                                                     |
| 04 |           | Jean-Marc Bouvier     | DVG   | Maire de Montoison                                                  |
| 05 |           | Fabienne Simian       | DVG   | Présidente de la CC Dieulefit-Bourdeaux, maire d’Eyzahut            |

### La République en marche
| N° | Candidats | Candidats               | Parti | Principales fonctions                                                         |
| -- | --------- | ----------------------- | ----- | ----------------------------------------------------------------------------- |
| 01 |           | Bernard Buis *          | LREM  | Sénateur sortant, ancien conseiller général, ancien maire de Lesches-en-Diois |
| 02 |           | Patricia Brunel-Maillet | UDI   | Conseillère départementale                                                    |
| 03 |           | Bruno Vitte             | DVG   | Maire d’Hostun                                                                |
|    |           |                         |       |                                                                               |
| 04 |           | Céline Aranega          | LREM  | Adjointe au maire de Saint-Paul-Trois-Châteaux                                |
| 05 |           | Ludwig Montagne         | LREM  | Maire de Saint-Barthélemy-de-Vals                                             |

### Les Républicains - Union des démocrates et indépendants
| N° | Candidats | Candidats           | Parti | Principales fonctions                                |
| -- | --------- | ------------------- | ----- | ---------------------------------------------------- |
| 01 |           | Gilbert Bouchet     | LR    | Sénateur sortant                                     |
| 02 |           | Marie-Pierre Mouton | LR    | Présidente du conseil départemental                  |
| 03 |           | Claude Aurias       | UDI   | Maire de Loriol-sur-Drôme                            |
|    |           |                     |       |                                                      |
| 04 |           | Odile Tacussel      | DVD   | Maire de Mévouillon                                  |
| 05 |           | Nicolas Daragon     | LR    | Vice président du conseil régional, maire de Valence |

### Debout la France
| N° | Candidats | Candidats          | Parti | Principales fonctions |
| -- | --------- | ------------------ | ----- | --------------------- |
| 01 |           | Rémy Faisant       | DLF   |                       |
| 02 |           | Charlène Olagnon   | DLF   |                       |
| 03 |           | Anthony Barrault   | DLF   |                       |
|    |           |                    |       |                       |
| 04 |           | Sophie Engel       | DLF   |                       |
| 05 |           | Arnault Alzat-Laly | DLF   |                       |

### Rassemblement national
| N° | Candidats | Candidats         | Parti | Principales fonctions |
| -- | --------- | ----------------- | ----- | --------------------- |
| 01 |           | Richard Fritz     | RN    | Conseiller régional   |
| 02 |           | Lisette Pollet    | RN    |                       |
| 03 |           | Olivier Amos      | RN    | Conseiller régional   |
| 04 |           | Laure Pellier     | RN    | Conseillère régionale |
| 05 |           | Bernard Sironneau | RN    |                       |

## Résultats
| Tête de liste                                                                             | Tête de liste            | Liste                      | Voix  | %     | Sièges |  |
| ----------------------------------------------------------------------------------------- | ------------------------ | -------------------------- | ----- | ----- | ------ |  |
|                                                                                           | Gilbert Bouchet          | Divers droite (LR - UDI)   | 534   | 38,25 | 1      |  |
| Drôme au cœur, la voix des territoires                                                    |                          |                            | 534   | 38,25 | 1      |  |
|                                                                                           | Marie-Pierre Monier      | Divers gauche (PS)         | 492   | 35,24 | 1      |  |
| Avec vous, pour toute la Drôme !                                                          |                          |                            | 492   | 35,24 | 1      |  |
|                                                                                           | Bernard Buis             | Divers centre (LREM - UDI) | 316   | 22,64 | 1      |  |
| Ensemble et unis pour la Drôme                                                            |                          |                            | 316   | 22,64 | 1      |  |
|                                                                                           | Richard Fritz            | Rassemblement national     | 38    | 2,72  | 0      |  |
| Liste localiste présentée par le Rassemblement national pour le rééquilibrage territorial |                          |                            | 38    | 2,72  | 0      |  |
|                                                                                           | Rémy Faisant             | Debout la France           | 16    | 1,15  | 0      |  |
| Liste Debout la Drôme                                                                     |                          |                            | 16    | 1,15  | 0      |  |
|                                                                                           |                          |                            |       |       |        |  |
| Votes valides                                                                             | Votes valides            | Votes valides              | 1 396 | 98,38 |        |  |
| Votes blancs                                                                              | Votes blancs             | Votes blancs               | 16    | 1,13  |        |  |
| Votes nuls                                                                                | Votes nuls               | Votes nuls                 | 7     | 0,49  |        |  |
| Total                                                                                     | Total                    | Total                      | 1 419 | 100   | 3      |  |
| Abstention                                                                                | Abstention               | Abstention                 | 6     | 0,42  |        |  |
| Inscrits / participation                                                                  | Inscrits / participation | Inscrits / participation   | 1 425 | 99,58 |        |  |